# Corazón de hierro y corazón de oro
Corazón de hierro y corazón de oro es una película muda italiana de 1919 dirigida por Luigi Maggi y Dante Cappelli, basada sobre un relato de Anton Giulio Barrili, en la que intervino el actor español Bonaventura Ibáñez.

## Argumento
Los duques de Melito y de Altavilla, que tienen en sus escudos un corazón de hierro y uno de oro respectivamente, están enfrentados desde hace tiempo por la partición de una herencia. Pero cuando los vástagos de ambas familias, Roberto de Melito y Margarita de Altavilla, se enamoran, también los padres se reconcilian.